# Dounia (web-série d'animation)
Pour les articles homonymes, voir Dounia.
 (décembre 2020).
 (janvier 2021).
Dounia est une web-série d’animation québécoise en 6 épisodes de 7 minutes créée par Marya Zarif, réalisée par André Kadi et Marya Zarif, produite par Tobo, et mise en ligne le 7 décembre 2020 sur le site web de Télé-Québec. Les 6 épisodes ont été montés en un seul épisode diffusé à la télévision le 25 décembre.
Une deuxième saison de 7 épisodes de 7 minutes a été produite et diffusée à partir du 23 février 2023 sur le site web de Télé-Québec. 
La série est également disponible en anglais sur la plateforme canadienne CBC Gem.

## Synopsis
Forcés de quitter leur terre natale en Syrie, Dounia et ses grands-parents partent en quête d'une terre d'accueil. À mesure qu’elle traverse le monde à la recherche d’un asile, Dounia fait des rencontres et vit de nombreuses aventures. Lorsqu'elle rencontre une épreuve qui semble insurmontable, la sagesse de l'ancien monde vient à sa rescousse grâce aux graines de nigelle de sa grand-mère. 
La seconde saison de la série s’ouvre sur les premiers pas de la petite fille et de ses grands-parents dans leur nouvelle vie, dans un petit village rural du Québec. En plus de découvrir une nouvelle culture et une nouvelle langue, Dounia va s'ouvrir à la nature sauvage, à son langage universel et secret. Avec ses nouveaux amis, elle comprendra petit à petit que son cœur est relié au cœur du monde. Elle utilisera cette découverte pour guider son papa, resté en Syrie, jusqu’à elle.

## Distribution

### Voix
- Rahaf Ataya : Dounia
- Elza Mardirossian : Téta Mouné
- Manuel Tadros : Jeddo Darwich
- Raïa Haidar : Georgette Dabbouss
- Naïm Jeanbart : Abdo
- Marya Zarif, Roula Taalab (chant) : Lina
- Mustapha Aramis : Djwann
- Martin Watier : Ay, Mathieu
- Anne-Marie Levasseur : Choum, Karine
- Salim Hammad : Ahmad, Karim
- Natalie Tannous : Nisrine, Bédouine
- Houssam Ataya : Sami
- Irlande Côté : Rosalie
- Héléna També-Tahan : Petite fille, Simone
- Haydan Quitich : Miguizou
- Mariette Niquay-Ottawa : Kokom
- Léa-Kim Lafrance-Leroux : Rosalie (saison 2)
- Léo Côté : Dédé
- Cloé Labelle : Marinette
- Éric Leblanc : Grand-Loup
- Mohsen El Gharbi : Nour

## Fiche technique
- Idée originale : Marya Zarif
- Concepts visuels et personnages : Marya Zarif
- Scénarios : Marya Zarif, Halima Elkhatabi, Luis Molinié
- Réalisation : Marya Zarif et André Kadi
- Productrice : Judith Beauregard
- Société de production : Tobo Média
- Société d'animation : Du Coup Animation
- Directrice artistique et de l'animation : Marie-Michelle Laflamme
- Scénarimage : Julie Fréchette
- Animation, rig et effets spéciaux : Audrey Michaud, Hugo Giard-Leclerc, Julie Fréchette, Gérémy Sorlini, Éloi G. Thibault, Keshan Chen, Marc-Olivier Côté
- Décors, concepts et personnages : Cora Naomée Grenon, Noémie Klopefenstein
- Mise en plan et composition : Karine Vézina
- Musique : Pierre Yves Drapeau, Fawaz Baker
- Conception sonore et mixage : Pierre Yves Drapeau
- Studio de mixage : Studiotoons
- Bruitage : Thomas Garant
- Post-Production : Groupe Blimp inc., Studio Élément
- Administration : Audrey Phoenix
- Conseil au financement : Joëlle Nadeau
- Conseillère psychologue : Andrea Zarif
- Directrice, Médias numériques : Hélène Archambault
- Conseiller, Médias numériques : Jonathan Boivin

## Épisodes
1. Alep, Syrie
2. La guerre
3. En route
4. La mer
5. La frontière
6. Un pays blanc
7. Un grand pays blanc
8. La différence
9. Kokom
10. La tempête
11. La fonte des neiges
12. La cabane à sucre
13. Le retour des oiseaux